# Kypello Ellados 1996-1997
La Coppa di Grecia 1996-1997 è stata la 55ª edizione del torneo. La competizione è terminata il 16 aprile 1997. L'AEK Atene ha vinto il trofeo per la seconda volta, battendo in finale il Panathīnaïkos.

## Primo Turno
| Squadra 1         | Totale      | Squadra 2            | Andata | Ritorno |
| ----------------- | ----------- | -------------------- | ------ | ------- |
| Atromītos         | 0 - 4       | Anagennīsī Karditsa  | 0 - 3  | 0 - 1   |
| Varvasiakos Chios | 1 - 2       | Agios Nikolaos       | 1 - 1  | 0 - 1   |
| Tyrnavos          | 0 - 1       | Doxa Dramas          | 0 - 1  | 0 - 0   |
| Proodeftikī       | 0 - 1       | Panaigialeios        | 0 - 0  | 0 - 1   |
| Īlisiakos         | 5 - 3       | Anagennisi Kolindros | 4 - 2  | 1 - 1   |
| Trikala           | 1 - 1 (gfc) | Naoussa              | 1 - 1  | 0 - 0   |
| Orestis Orestiada | 2 - 5       | Paniōnios            | 1 - 1  | 1 - 4   |
| Nikī Volo         | 1 - 3       | Doxa Vyrona          | 1 - 1  | 0 - 2   |
| Larissa           | 6 - 2       | Poseidon Michaniona  | 2 - 0  | 4 - 2   |
| Ethnikos Asteras  | 2 - 1       | Aetos Skydra         | 1 - 0  | 1 - 1   |
| Egaleo            | 4 - 6       | Iraklis Ptolemaida   | 1 - 1  | 3 - 5   |
| Kallithea         | 1 - 0       | Apollōn Kalamarias   | 0 - 0  | 1 - 0   |
| Lamia             | 3 - 4       | Ergotelīs            | 0 - 1  | 3 - 3   |
| Korinthos         | 1 - 5       | Nafpaktiakos Asteras | 0 - 1  | 1 - 4   |
| Panaitōlikos      | 5 - 1       | Marko                | 1 - 0  | 4 - 1   |
| Nigrita           | 1 - 6       | Pyrgos               | 1 - 1  | 0 - 5   |
| Almopos Aridea    | 0 - 2       | Lyki Kalochori       | 0 - 0  | 0 - 2   |
| Ethnikos Pireo    | 4 - 4 (gfc) | PAS Giannina         | 2 - 1  | 2 - 3   |
| Patrasso          | 3 - 5       | Rethymniakos         | 1 - 0  | 2 - 5   |
| Anagennisi Arta   | 6 - 2       | Irodotos             | 4 - 1  | 2 - 1   |
| Panserraïkos      | 3 - 1       | Panargeiakos         | 3 - 1  | 0 - 0   |
| Eolikos Mytilenes | 1 - 1 (gfc) | Levadeiakos          | 1 - 1  | 0 - 0   |
| Apollon Larissa   | 0 - 3       | Panelefsiniakos      | 0 - 0  | 0 - 3   |
| Agrotikos Asteras | 0 - 2       | Ampelokipi           | 0 - 1  | 0 - 1   |
| Kerkyra           | 3 - 3 (gfc) | Ialiso Rodi          | 3 - 1  | 0 - 2   |
| Pierikos          | 2 - 1       | Anagennīsī Giannitsa | 0 - 0  | 2 - 1   |
| Olympiakos Volos  | 2 - 1       | Enosis Rodi-Diagoras | 2 - 0  | 0 - 1   |

## Secondo Turno
| Squadra 1          | Totale      | Squadra 2           | Andata | Ritorno           |
| ------------------ | ----------- | ------------------- | ------ | ----------------- |
| Larissa            | 0 - 0       | Kallithea           | 0 - 0  | 0 - 0 (3 – 5 dtr) |
| Panelefsiniakos    | 1 - 0       | Doxa Vyrona         | 1 - 0  | 0 - 0             |
| Paniōnios          | 5 - 0       | Rethymniakos        | 2 - 0  | 3 - 0             |
| Panaitōlikos       | 0 - 1       | Ethnikos Pireo      | 0 - 0  | 0 - 1 (dts)       |
| Ampelokipi         | 2 - 2 (gfc) | Panserraïkos        | 2 - 1  | 0 - 1             |
| Naoussa            | 4 - 1       | Pierikos            | 2 - 1  | 2 - 0             |
| Pyrgos             | 2 - 0       | Agios Nikolaos      | 2 - 0  | 0 - 0             |
| Īlisiakos          | 4 - 5       | Ialiso Rodi         | 2 - 2  | 2 - 3             |
| Lyki Kalochori     | 4 - 0       | Anagennīsī Karditsa | 3 - 0  | 1 - 0             |
| Olympiakos Volos   | 3 - 2       | Anagennisi Arta     | 2 - 0  | 1 - 2             |
| Doxa Dramas        | 2 - 6       | Ethnikos Asteras    | 1 - 2  | 1 - 4             |
| Iraklis Ptolemaida | 1 - 5       | Levadeiakos         | 1 - 0  | 0 - 5             |
| Ergotelīs          | 2 - 4       | Panaigialeios       | 1 - 0  | 1 - 4 (dts)       |

Passa automaticamente il turno:
| Squadra              |
| -------------------- |
| Nafpaktiakos Asteras |

## Terzo Turno
| Squadra 1            | Totale | Squadra 2        | Andata | Ritorno           |
| -------------------- | ------ | ---------------- | ------ | ----------------- |
| Pyrgos               | 0 - 4  | Īraklīs          | 0 - 0  | 0 - 4             |
| Olympiacos           | 7 - 2  | Kalamata         | 4 - 1  | 3 - 1             |
| AEK Atene            | 8 - 3  | Skoda Xanthi     | 5 - 0  | 3 - 3             |
| Nafpaktiakos Asteras | 3 - 4  | Lyki Kalochori   | 1 - 1  | 2 - 3             |
| Apollōn Smyrnīs      | 4 - 1  | Edessaïkos       | 3 - 1  | 1 - 0             |
| Naoussa              | 2 - 5  | Ionikos          | 1 - 2  | 1 - 3             |
| Panīleiakos          | 6 - 1  | Panaigialeios    | 4 - 0  | 2 - 1             |
| PAOK                 | 7 - 2  | Paniōnios        | 4 - 0  | 3 - 2             |
| Kastoria             | 2 - 4  | Ethnikos Asteras | 1 - 0  | 1 - 4             |
| Panathīnaïkos        | 6 - 0  | Athīnaïkos       | 3 - 0  | 3 - 0             |
| Panserraïkos         | 2 - 9  | OFI Creta        | 2 - 3  | 0 - 6             |
| Ialiso Rodi          | 3 - 1  | Levadeiakos      | 1 - 0  | 2 - 1             |
| GAS Veria            | 5 - 1  | Kavala           | 4 - 0  | 1 - 1             |
| Arīs Salonicco       | 3 - 1  | Panelefsiniakos  | 2 - 1  | 1 - 0             |
| Olympiakos Volos     | 2 - 4  | Panachaïkī       | 0 - 2  | 2 - 2             |
| Ethnikos Pireo       | 1 - 1  | Kallithea        | 0 - 1  | 1 - 0 (2 – 0 dtr) |

## Ottavi di finale
Le partite sono state giocate il 27, e il 28 novembre e l'11 e il 12 dicembre 1997.
| Squadra 1        | Totale | Squadra 2       | Andata | Ritorno |
| ---------------- | ------ | --------------- | ------ | ------- |
| Ionikos          | 7 - 4  | OFI Creta       | 7 - 2  | 0 - 2   |
| Arīs Salonicco   | 1 - 4  | Panachaïkī      | 1 - 2  | 0 - 2   |
| GAS Veria        | 1 - 2  | Apollōn Smyrnīs | 1 - 0  | 0 - 2   |
| Īraklīs          | 0 - 4  | Panathīnaïkos   | 0 - 1  | 0 - 3   |
| Ialiso Rodi      | 6 - 3  | Ethnikos Pireo  | 4 - 1  | 2 - 2   |
| AEK Atene        | 6 - 1  | Lyki Kalochori  | 3 - 1  | 3 - 0   |
| PAOK             | 2 - 4  | Olympiacos      | 1 - 2  | 1 - 2   |
| Ethnikos Asteras | 2 - 8  | Panīleiakos     | 0 - 5  | 2 - 3   |

## Quarti di finale
| Squadra 1       | Totale      | Squadra 2   | Andata | Ritorno |
| --------------- | ----------- | ----------- | ------ | ------- |
| Ionikos         | 3 - 3 (gfc) | Panachaïkī  | 3 - 1  | 0 - 2   |
| Apollōn Smyrnīs | 1 - 2       | Olympiacos  | 1 - 1  | 0 - 1   |
| Panathīnaïkos   | 3 - 1       | Ialiso Rodi | 2 - 0  | 1 - 1   |
| AEK Atene       | 5 - 1       | Panīleiakos | 3 - 1  | 2 - 0   |

## Semifinali
Le partite sono state giocate il 12 e il 26 febbraio 1997.
| Squadra 1     | Totale | Squadra 2  | Andata | Ritorno |
| ------------- | ------ | ---------- | ------ | ------- |
| AEK Atene     | 3 - 1  | Olympiacos | 2 - 1  | 1 - 0   |
| Panathīnaïkos | 7 - 0  | Panachaïkī | 3 - 0  | 4 - 0   |

## Finale
| Arbitro: | Giorgos Psychomanis (Atene) |

|                                               |                      |                                           |
| Kopitsis Borbokis Nikolaidis Doboș Atmatsidis | Tiri di rigore 5 – 3 | Warzycha Konstantinidis Georgiadis Markos |